# Udeheische Sprache
Die Udeheische (Udeische) Sprache (Eigenname удиэ кэйэвэни) gehört zu den mandschu-tungusische Sprachen und bildet mit anderen Amur-Sprachen eine Amur-Untergruppe der Tungus-Gruppe dieser Sprachen. Am nächsten steht der Udeheischen Sprache die Orotschische Sprache.
Udeheisch ist über mehrere ländliche Gebiete der Regionen Primorje und Chabarowsk der Russischen Föderation verteilt. Die Sprecherzahl beträgt nur noch 103 Menschen nach der Volkszählung 2010, unter Berücksichtigung derjenigen, die nicht ethnische Udehe sind. Im Jahr 2002 beherrschten noch 227 Sprecher die Udeheische Sprache.

## Verbreitung
Die Udehe leben in kleinen Gruppen in multinationalen Dörfern entlang der Nebenflüsse des Ussuri (Chor, Bikin, Iman), Amur (Anjui, Chungari, Kur) und entlang der Flüsse, die in die Tatarensund (Samarga, Nelma, Edinka usw.) münden. Die meisten Udehe leben derzeit in den Dörfern Gwasjugi am Fluss Chor (Bezirk Laso der Region Chabarowsk) und Krasny Jar am Fluss Bikin (Bezirk Poscharsky der Region Primorje). Es gibt einige Unterschiede in der Sprache der verschiedenen Gebietsgruppen.

## Grammatik und Vokabeln

### Vokale
|             | vorne | vorne | zentral | hinten |
| ----------- | ----- | ----- | ------- | ------ |
| geschlossen | i iː  | y yː  |         | u uː   |
| mittel      | ø øː  | ø øː  | ə əː    | o oː   |
| offen       | æ æː  | æ æː  | a aː    |        |

### Konsonanten
|               |               | bilabial | dental | alveolar | palatal | velar |
| ------------- | ------------- | -------- | ------ | -------- | ------- | ----- |
| Plosive       | stimmlos      | p        | t      |          |         | k     |
| Plosive       | stimmhaft     | b        | d      |          |         | ɡ     |
| Frikative     | Frikative     |          | s      |          |         | x     |
| Affrikate     | stimmlos      |          |        | t͡s       |         |       |
| Affrikate     | stimmhaft     |          |        | d͡z~z     |         |       |
| Nasale        | Nasale        | m        | n      |          | ɲ       | ŋ     |
| Liquide       | Liquide       |          | l      |          |         |       |
| Approximanten | Approximanten | w        |        |          | j       |       |

/z/ ist ein Allophon von /d͡z/.
Die Udeheische Sprache gehört zu den Sprachen des Suffix-agglutinativen Typs, es gibt Elemente der Verschmelzung.
Primär-Morpheme dominieren im Wortschatz. Es gibt alte lexikalische Anleihen aus der mandschurischen Sprache, die wiederum einen erheblichen Einfluss auf die mongolische und die chinesische Sprache hatten.

## Schriftsprache
Während seiner Existenz wurde Udeheisch in verschiedenen Schriften geschrieben und wiederholt reformiert. Gegenwärtig wird die udeheische Sprache in kyrillischer Schrift geschrieben, es gibt jedoch keine allgemein akzeptierte Norm. In der Geschichte des Udehe-Schrift gibt es zwei Stufen:
- 1931–1937 – die lateinische Schrift;
- seit Ende der 1980er Jahre die moderne kyrillische Schrift.

### Erste Verschriftlichung
Die erste zuverlässig bekannte Fixierung des Udehe-Sprachmaterials wurde 1859 vom Naturforscher Richard Maack vorgenommen, der mehrere einheimische Tiernamen in kyrillischer Schrift in dieser Sprache aufzeichnete. In den 1880er und 1890er Jahren stellten Iwan Nadarow und S. N. Brailowski die ersten Wörterbücher zusammen, in denen Udehe-Wörter ebenfalls in kyrillischer Schrift aufgenommen wurden. Bei der Übertragung wurden Wörter aufgenommen, deren phonetisches Erscheinungsbild sehr ungenau transkribiert wurde. Seit 1906 wurde von Wladimir Arsenjew viel an der Fixierung der Udeheische Sprache gearbeitet. In seinen weitgehend unveröffentlichten Notizen verwendete er das kyrillische Alphabet mit Akzenten. Um sich auf die Pharyngalisierung zu beziehen, verwendeten sie einen doppelten Hochpunkt ⁀̇ (Bogen mit einem Punkt oben). Experten schätzen die Notizen von Arsenjew als viel genauer als diejenigen ihrer Vorgänger. Ebenfalls zu Beginn des 20. Jahrhunderts wurde das Material der Udehe von Pēteris Šmits und Stanisław Poniatowski gesammelt. Ein etabliertes Schriftsystem unter den Udehe selbst ist zu dieser Zeit jedoch nicht entstanden.

### Lateinisch

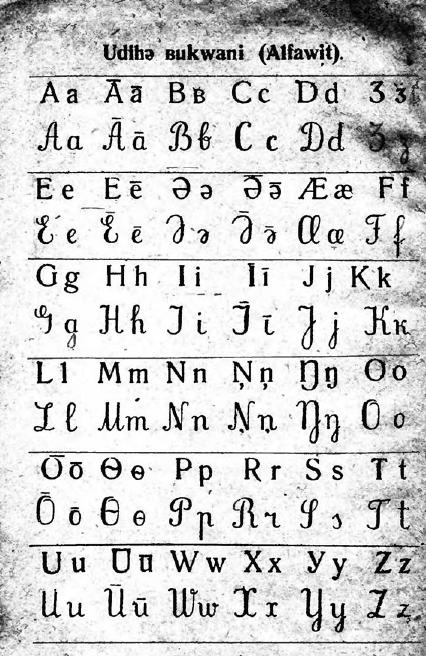
Udeheisches Alphabet aus den Buchstaben 1932

In den 1920er und 1930er Jahren wurde in der UdSSR der Prozess der Erstellung von Schriftsprachen für zuvor ungeschriebene Sprachen fortgesetzt. 1931 wurde das Projekt des ersten Udehe-Alphabets auf lateinischer Schriftbasis veröffentlicht. Der Autor dieses Alphabets war E. R. Schneider. Im ursprünglichen Entwurf enthielt das Alphabet die folgenden Zeichen: Aa Bb Çç Dd Ee Әә Ff Gg Hh Ꜧꜧ Ii Jj Kk Ll Mm Nn Ŋŋ Oo Pp Rr Ss Tt Uu Ww Xx Ӡӡ. 1932 wurde in einer leicht modifizierten Version des Udehe-Alphabets das erste Buch in der Udehe-Sprache veröffentlicht – „Minti oņofi“ (Unser Brief) – zusammengestellt von E. R. Schneider. Er schrieb auch andere Udeheisch-Bücher, die in den 1930er Jahren niedergeschrieben oder übersetzt wurden. Das udeheische lateinische Alphabet wurde bis 1937 verwendet. Ein möglicher Grund für die Einstellung der Buchveröffentlichungen in udeheischer Sprache ist die Tatsache, dass E. R. Schneider 1937/38 in den stalinistischen Säuberungen inhaftiert wurde und in der Haft umkam.

### Kyrillisch
In den folgenden Jahren versuchten Vertreter der Udehe-Intellektuellen die Schriftsprache wiederzubeleben. So entwickelte der Schriftsteller Dschansi Kimonko in den 1940er Jahren eine eigene Version des kyrillischen Alphabets von Udeheisch (viel später wurde es ohne Änderungen von St. Petersburger Verlagen verwendet), die jedoch zu diesem Zeitpunkt von den Behörden nicht unterstützt wurde. In den 1960er Jahren verfasste der im Dorf Gwasjugi lebende  V. T. Kjalundsugoj eine Reihe von Stücken in der Sprache der Udehe, deren Manuskripte bis heute nicht erhalten sind. Es wird angemerkt, dass in den 1980er Jahren, noch vor der offiziellen Wiederherstellung des Udehe-Alphabets, einige der Udehe sowohl kyrillisch als auch lateinisch verwendeten, um ihre eigene Sprache zu schreiben.
In den späten 1980er Jahren wurde die Frage nach der Wiederherstellung des Udehe-Alphabets erneut aufgeworfen. Experten haben mehrere Varianten des kyrillischen Alphabets entwickelt – eine im Leningrader Zweig des Instituts für Linguistik der Akademie der Wissenschaften der UdSSR (von Orest Sunik) und die zweite in Chabarowsk (von M. D. Simonov). Die zweite Option wurde vom regionalen Exekutivkomitee von Chabarowsk im Januar 1989 offiziell genehmigt.
Der Udehe-Schriftsteller A. A. Kantschuga verwendete in seinen Mitte der 2000er Jahre veröffentlichten Büchern sein eigenes Schreibsystem, das aus Buchstaben des russischen Alphabets besteht, mit dem Zusatz Ң ң.

## Zuordnungstabelle der verschiedenen Alphabet
Zuordnungstabelle der verschiedenen Alphabet:
| IPA    | Lateinisch   | «Chabarowsker» kyrillisch | «Leningrader» kyrillisch | Kantschuga kyrillisch |      | IPA     | Lateinisch | «Chabarowsker» kyrillisch | «Leningrader» kyrillisch | Kantschuga kyrillisch |
| ------ | ------------ | ------------------------- | ------------------------ | --------------------- | ---- | ------- | ---------- | ------------------------- | ------------------------ | --------------------- |
| /a/    | A a          | А а                       | А а                      | А а                   | /o/  | O o     | О о        | О о                       | О о                      |                       |
| /u/    | U u          | У у                       | У у                      | У у                   | /ә/  | Ә ә     | Э э        | Ә ә (Э э)                 | Э э                      |                       |
| /i/    | I i          | И и                       | И и                      | И и                   | /e/  | E e     | Иэ иэ      | Е е (Иэ иэ)               | Е е, Иэ иэ               |                       |
| /æ/    | Æ æ          | Иа иа                     | Я я                      | Я я                   | /ө/  | Ө ө     | Ио ио      | Ё ё                       | Ё ё                      |                       |
| /y(i)/ | Y(i) y(i)    | Ио(и) ио(и)               | Ю(й) ю(й)                | Ю(й) ю(й)             | /aa/ | Ā ā     | Ā ā, Á á   | Á á                       | Аа аа                    |                       |
| /oo/   | Ō ō          | Ō ō                       | Ó ó                      | Оо оо                 | /uu/ | Ū ū     | Ӯ ӯ        | У́ у́                       | Уу уу                    |                       |
| /әә/   | Ә̄ ә̄          | Э̄ э̄                       | Ә́ ә́                      | Ээ ээ                 | /ii/ | Ī ī     | Ӣ ӣ        | И́ и́                       | Ии ии                    |                       |
| /ee/   | Iә iә        | Иэ иэ                     | Иә́ иә́ (Иэ́ иэ́)            | Е е                   | /ææ/ | Eæ eæ   | Иа иа      | Я́ я́                       | Иа иа                    |                       |
| /өө/   | Yө yө        | Ȫ ȫ                       | Ё́ ё                      | Ё ё                   | /yy/ | Yi yi   | Ӱ̄ ӱ̄        | Ю́ ю́                       | Ю ю                      |                       |
| /‘ā/   | ‘A ‘a        | ‘А ‘а                     | ‘А ‘а                    | А а, Аа аа            | /‘ō/ | ‘O ‘o   | ‘О ‘о      | ‘О ‘о                     | О о, Оо оо               |                       |
| /‘ә̄/   | ‘Ә ‘ә        | ‘Э ‘э                     | ‘Ә ‘ә (‘Э ‘э)            | Э э, Ээ ээ            | /āh/ | Aha aha | Â â        | –                         | -                        |                       |
| /ōh/   | Oho oho      | Ô ô                       | –                        | –                     | /ūh/ | Uhu uhu | У̂ ŷ        | –                         | -                        |                       |
| /ә̄h/   | Әhә әhә      | Э̂ э̂                       | –                        | –                     | /īh/ | Ihi ihi | И̂ и̂        | –                         | -                        |                       |
| /ai/   | Ai ai, Aj aj | Аи аи                     | Ай ай (Аи аи)            | Аи аи, Ай ай          | /p/  | P p     | П п        | П п                       | П п                      |                       |
| /b/    | B в          | Б б                       | Б б                      | Б б                   | /t/  | T t     | Т т        | Т т                       | Т т                      |                       |
| /d/    | D d          | Д д                       | Д д                      | Д д                   | /c/  | C c     | Ч ч        | Ч ч                       | Ч ч                      |                       |
| /č/    | C c          | Ц ц                       | Ц ц                      | Ц ц                   | /ӡ/  | Ӡ ӡ     | Ӡ ӡ        | Ӡ ӡ                       | З з; Д д + и, я, е, ю, ё |                       |
| /k/    | K k          | К к                       | К к                      | К к                   | /g/  | G g     | Г г        | Г г                       | Г г                      |                       |
| /γ/    | G g          | Ғ ғ                       | –                        | –                     | /f/  | F f     | Ф ф        | Ф ф                       | Ф ф                      |                       |
| /s/    | S s          | С с                       | С с                      | С с                   | /x/  | X x     | Х х        | Х х                       | Х х                      |                       |
| /m/    | M m          | М м                       | М м                      | М м                   | /n/  | N n     | Н н        | Н н                       | Н н                      |                       |
| /ɲ/    | Ņ ņ          | Њ њ                       | Њ њ                      | Н н + и, я, е, ю, ё   | /ŋ/  | Ŋ ŋ     | Ӈ ӈ        | Ӈ ӈ                       | Ң ң                      |                       |
| /w/    | W w          | В в                       | W w                      | В в, У у              | /j/  | J j     | Й й        | Й й                       | Й й; я, е, ю, ё          |                       |
| /l/    | L l          | Л л                       | Л л                      | Л л                   | /r/  | R r     | Р р        | Р р                       | Р р                      |                       |
| /z/    | Z z          | З з                       | З з                      | З з                   |      |         |            |                           |                          |                       |